# Georgiy Yartsev
Georgiy Aleksandrovich Yartsev - em russo, Гео́ргий Алекса́ндрович Я́рцев (Nikolskoye, 11 de abril de 1948 – Moscou, 15 de julho de 2022) foi um futebolista e técnico de futebol russo

## Carreira em clubes
Como jogador, Yartsev era atacante, jogando entre 1965 e 1982, iniciando sua carreira no Spartak Kostroma. Defendeu também Iskra Smolensk, CSKA Moscou, Gomselmash Gomel, Spartak Moscou, Lokomotiv Moscou e Moskvich Moscou, onde pendurou as chuteiras em 1982, aos 34 anos.
Em 1978, foi artilheiro do Campeonato Soviético pelo Spartak Moscou, fazendo 19 gols.

## Seleção Soviética
Pela Seleção Soviética, Yartsev disputou cinco partidas entre 1978 e 1979, não tendo marcado nenhum gol. Esteve próximo de disputar a Copa de 1978, porém a URSS ficou em segundo no Grupo 9 das Eliminatórias Europeias, perdendo a vaga para a Hungria por um ponto.

## Carreira de técnico
Após sua aposentadoria, Yartsev ficou dois anos dedicando-se exclusivamente à escola de futebol do Neftyanik-Kapotnya, em Moscou. Sua estreia como técnico veio em 1984, no Krasny Bogatyr, também da então capital soviética. Foi ainda auxiliar-técnico do Krasnaya Presnya Moscou e do Spartak em 3 passagens, comandando os Krasno-Belye em 1996.
Treinou também Dínamo de Moscou e Rotor Volgogrado, sendo demitido deste último após ficar cinco meses no comando técnico. Voltaria ao Spartak em junho de 2000 para comandar o time de veteranos. Contratado para treinar a Seleção Russa de Futebol em 2003, levaria a equipe à Eurocopa de 2004, não passando da primeira fase - embora tivesse vencido a futura campeã Grécia na última partida do Grupo 1.
Ao final da partida entre Rússia e Espanha (que terminou com vitória da Fúria por 1 a 0), Yartsev foi alvo de críticas do veterano meia Aleksandr Mostovoy, que disse que o técnico não era bom na função e que não entendia nada de futebol. Essa declaração foi desmentida pouco depois, mas o "Czar dos Balaídos" declararia ainda que Yartsev exigia bastante nos treinos, e que na hora do jogo faltavam as forças necessárias para fazer um bom jogo. Yartsev seguiria no comando da seleção até 2005.
Em 2007, foi contratado pelo Torpedo Moscou, que havia sido rebaixado pela primeira vez em sua história (somando as edições dos campeonatos soviético e russo) no ano anterior. Ao final da temporada, deixou o time e permaneceria seis anos afastado dos gramados, até ser anunciado como novo técnico do Milsami em 2013. A passagem pelo clube moldávio, que durou até 2014, foi a última de Yartsev como técnico.
Voltou ao futebol em 2016, trabalhando como diretor-geral do Tambov e sendo promovido a vice-presidente 2 anos depois. Com a falência da equipe ao final da temporada 2020–21, Yartsev encerrou sua carreira no futebol aos 73 anos.

## Vida pessoal
Casado e pai de uma filha, Yartsev viveria um drama pessoal em fevereiro de 2007: seu filho Alexander, que jogava na base do Spartak, foi encontrado morto no apartamento em que morava - havia a suspeita de assassinato.
Faleceu em 15 de julho de 2022, em Moscou, aos 74 anos. A causa de sua morte não foi divulgada.

## Títulos

### Como jogador
Spartak Moscou
- Campeonato Soviético: 1977, 1979

### Como treinador
Spartak Moscou
- Campeonato Russo: 1996

### Individuais
- Artilheiro do Campeonato Soviético de 1979 (19 gols)
- Treinador do ano da União Russa de Futebol: 2003